# Casa di Albrecht Dürer
La casa di Albrecht Dürer (in tedesco Albrecht-Dürer-Haus) è una casa museo della città tedesca di Norimberga, già abitazione del celebre pittore Albrecht Dürer.

## La casa
La casa, di quattro piani e con struttura a graticcio, è uno dei pochi edifici residenziali conservati nel centro storico di Norimberga.
Dal 1509 al 1528 fu dimora e luogo di lavoro del pittore Albrecht Dürer.
Venne trasformata in casa museo (l'unica medievale al di fuori dell'Italia) nel 1828, nel 300º anniversario della morte del pittore.

## Il museo
Nella casa sono state ricostruite alcune stanze che illustrano le condizioni di vita del XVI secolo; vi sono anche conservate copie di alcuni dipinti di Dürer.

## Riproduzione modellistica
L'edificio venne riprodotto in scala H0 e in scala N dalla ditta Faller.